# Dorothee Bär
Dorothee Gisela Renate Maria Bär (de soltera Mantel; nacida el 19 de abril de 1978 en Bamberg, Alemania Occidental) es una política alemana afiliada a la Unión Social Cristiana de Baviera (CSU). Desde 2002, es miembro del Bundestag alemán, representando el distrito electoral de Bad Kissingen. Desde mayo de 2025 ejerce como Ministra Federal de Investigación, Tecnología y Espacio en el gobierno de Friedrich Merz.

## Biografía

### Formación y primeros años
Bär creció en Ebelsbach, en el distrito de Haßberge, donde aún reside. En 1996, obtuvo el diploma de secundaria en Grayslake, Illinois, EE. UU., y en 1999 completó el Abitur en el Franz-Ludwig-Gymnasium de Bamberg. Con una beca de la Fundación Hanns Seidel, estudió Ciencias Políticas en varias universidades alemanas, obteniendo su diploma en 2005 en el Instituto Otto-Suhr de la Universidad Libre de Berlín. Antes de su carrera política, trabajó como periodista para diversos periódicos, emisoras de radio y agencias de noticias.

### Carrera política
Bär se unió a la Junge Union, la organización juvenil de la CSU, en 1992, y a la CSU en 1994. Desde 2001, es miembro del comité ejecutivo del partido. Entre 2003 y 2007, fue vicepresidenta de la JU en Baviera.
En las elecciones federales de 2002, Bär fue elegida miembro del Bundestag por el distrito de Bad Kissingen. De 2009 a 2013, fue portavoz del grupo parlamentario para asuntos de familia, personas mayores, juventud y mujeres.
En el gobierno de coalición formado tras las elecciones federales de 2013, Bär fue nombrada Secretaria de Estado Parlamentaria en el Ministerio Federal de Transporte e Infraestructura Digital, donde también actuó como Coordinadora del Gobierno para el Transporte de Mercancías y la Logística. En 2018, asumió el cargo de Ministra de Estado para la Digitalización en la Cancillería Federal, siendo la primera en ocupar este puesto recién creado. En este rol, copresidió el Consejo de Innovación del Gobierno Federal junto con el empresario Frank Thelen.
En mayo de 2025 tomo posesión del cargo de Ministra de Investigación, Tecnología y Espacio del Gobierno Federal de Alemania en el gobierno de coalición de Friedrich Merz.

## Posiciones políticas
En junio de 2017, Bär votó en contra de la legalización del matrimonio entre personas del mismo sexo en Alemania. Antes de las elecciones federales de 2021, apoyó a Markus Söder como candidato conjunto de la CDU/CSU para suceder a la canciller Angela Merkel.

## Vida personal
Dorothee Bär está casada desde 2006 con Oliver Bär, abogado y también político de la CSU. La pareja tiene dos hijas y un hijo. Oliver Bär fue elegido administrador del distrito de Hof en 2014 y reelegido en 2020. Bär es miembro de la Iglesia Católica.